# Сандерленд
Са́ндерленд (англ. Sunderland; английское произношение: о файле/ˈsʌndərlənd/) — город в английском графстве Тайн-энд-Уир, центр административного района Сити-оф-Сандерленд. Население — 174 286 человек (2011).

## История
Первые поселения на месте современного Сандерленда известны ещё с Новокаменного века и времён Древнего Рима. В 674 году был основан монастырь Монкуирмут-Джарроу, что положило начало истории города. В конце VIII века, район был захвачен викингами и к середине IX века монастырь был заброшен. В начале XII века на месте Сандерленда находилась небольшая рыбацкая деревня. С середины XIV века начало развиваться судостроение, а с 1589 года стала перерабатываться пищевая соль. В настоящее время Сандерленд — крупный порт, в городе располагаются предприятия судостроения, деревообработки, швейной промышленности, производства бумаги, радиотехники, стекла. Вблизи города ведётся добыча каменного угля, который вывозится через порт.

## Население
Согласно переписи 2001 года, в городе проживает 177739 жителей, это 26-й по численности населения населённый пункт в Англии. 98,1 % проживающих относятся к белой расе. 81,5 % относят себя к христианам, 9,6 % — нерелигиозны, оставшиеся относятся к иным конфессиям или не назвали своё вероисповедание.

## География и климат
Сандерленд расположен на побережье Северного моря в устье реки Уир, климат в городе влажный, ветреный и туманный.
Большая часть города расположена на невысокой череде холмов, идущих параллельно побережью. В среднем он находится на высоте около 80 метров над уровнем моря. Сандерленд разделен рекой Уир, которая проходит через центр города в глубоко изрезанной долине, часть которой известна как Ущелье Хилтон. Несколько небольших водоемов, таких как Хендон-Берн и Барнс-Берн, проходят через пригороды. Три автомобильных моста, соединяющих Северную и южную части города, — это мост Королевы Александры в Паллионе, мост Вермута к северу от центра города и совсем недавно мост Северного шпиля между Каслтауном и Паллионом.

## Спорт
Наиболее распространённый вид спорта в городе — футбол. Профессиональный клуб «Сандерленд» выступает в Английской футбольной лиге 1, третьем по значимости дивизионе в системе футбольных лиг Англии. Клуб был чемпионом Англии по футболу 6 раз (последний раз — в сезоне 1935/36). Стадион «Сандерленда» «Стэдиум оф Лайт» вмещает около 49 тысяч зрителей. Также в городе имеется и клуб по женскому футболу.
В городе присутствуют любительские клубы по регби и крикету.
В 1966 году на стадионе «Рокер Парк» в Сандерленде проходили матчи чемпионата мира по футболу, в которых, в частности, принимала участие сборная СССР.

## Музыка
Музыканты Сандерленда, которые достигли международной известности Дэйва Стюарта из Eurythmics и всех четырех членов Kenickie, вокалистка которой Лорен Лаверн позже стала известна как телеведущая. В последние годы андеграундная музыкальная сцена в Сандерленде помогла продвигать такие группы, как Frankie & the Heartstrings, Futureheads, The Golden Virgins и Field Music.
Другие музыканты, например, панк-рокеры The Toy Dolls («Nellie the Elephant», декабрь 1984), панк-группа Red Alert, панк-группа Leatherface, солистка танцевального наряда Olive, Рут Энн Бойл («You Are Not Alone», май 1997 года) и племя Тоффов («John Kettley is a Weatherman», декабрь 1988 года).
В мае 2005 года Сандерленд принял участие в большом концерте выходного дня BBC Radio 1 в Херрингтон-кантри-парке, который посетили 30 000 посетителей и в котором приняли участие Foo Fighters, Kasabian, KT Tunstall, Chemical Brothers и The Black Eyed Peas.

## Образование и наука
В городе расположен Сандерлендский университет.

## Достопримечательности
Среди известных достопримечательностей Сандерленда — замок Хилтон 14 века и Пляжи Roker и Seaburn. Национальный центр Стекла открылся в 1998 году, отражая выдающуюся историю производства стекла в Сандерленде. Несмотря на постоянную поддержку со стороны художественного совета, центр с момента своего открытия изо всех сил старался удовлетворить потребности посетителей.

## Города-побратимы
- Эссен, Северный Рейн-Вестфалия, Германия.
- Сен-Назер, Страна Луары, Франция.
- Вашингтон, Федеральный Округ Колумбия, США.
- Харбин, Китай

## Известные уроженцы и жители
- Лорен Лаверн (род.1978)[8][9] — американская журналистка.
- Стэнфилд, Кларксон Фредерик (1793—1867) —— английский художник.
- Джеймс Хэрриот (3 октября 1916 — 23 февраля 1995, Тёрск (Thirsk), Северный Йоркшир) английский писатель, ветеринар и лётчик, автор книг о животных и о людях. Настоящее имя — Джеймс Альфред (Альф) Уайт.
- Джордан Хендерсон (род. 17 июня 1990 года) — английский футболист, полузащитник, клуба «Аль-Иттифак», игрок сборной Англии.
- Мэри, леди Стюарт (англ. Mary, Lady Stewart; 17 сентября 1916 — 10 мая 2014)

## Галерея

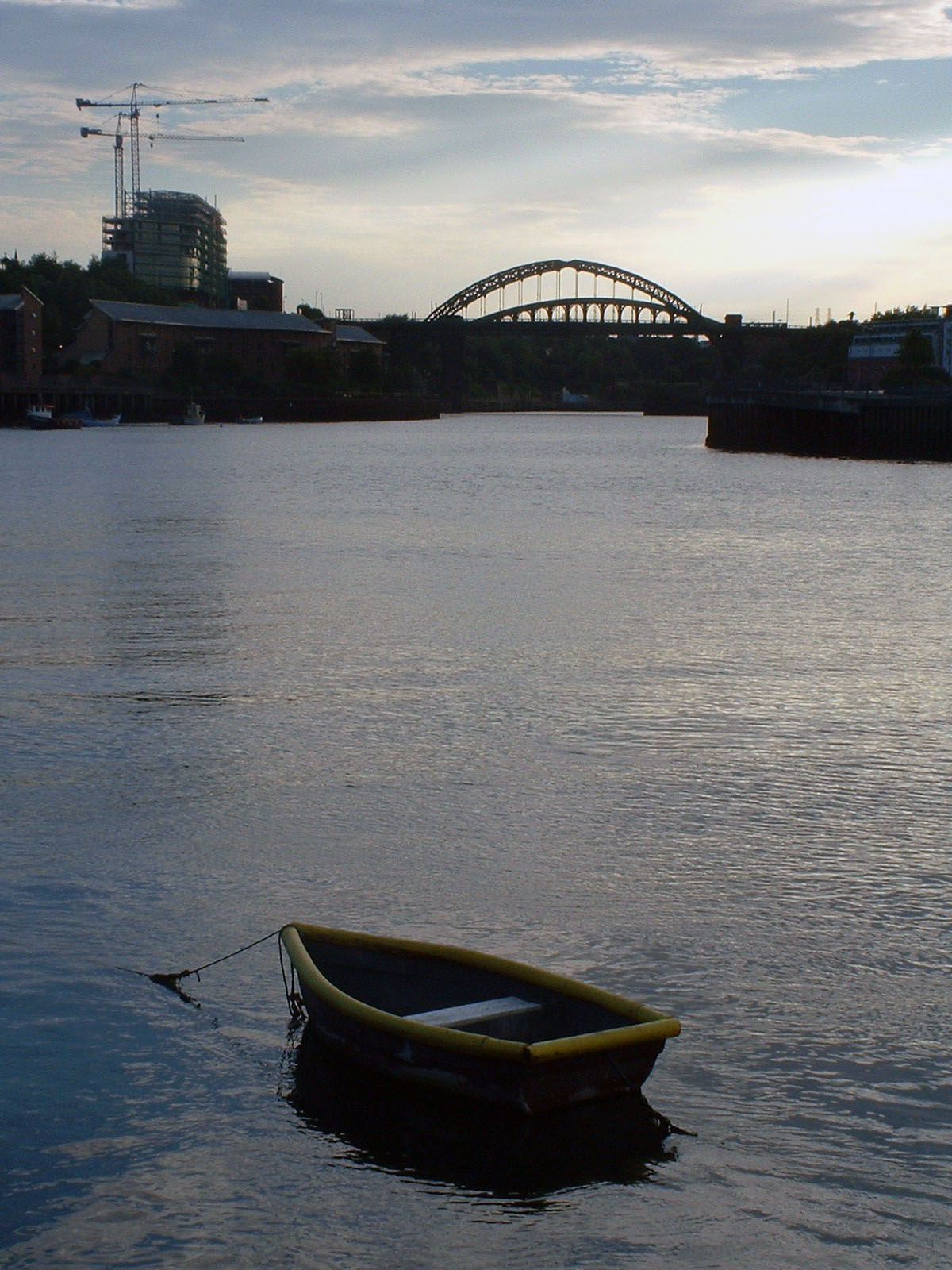
Мост Уирмут
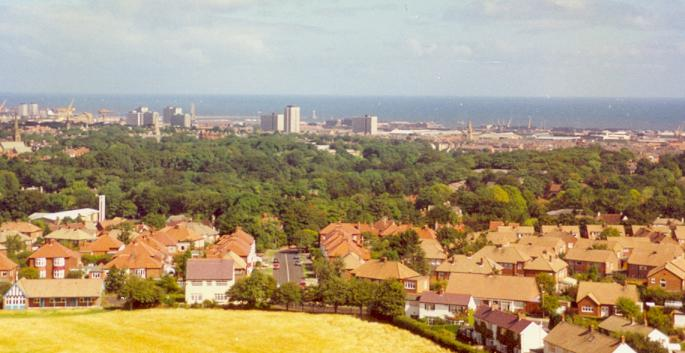
Сандерленд в 1989 году
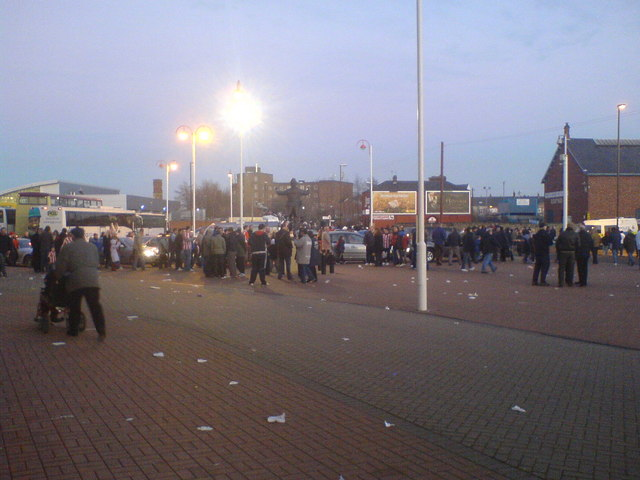
На улице около стадиона
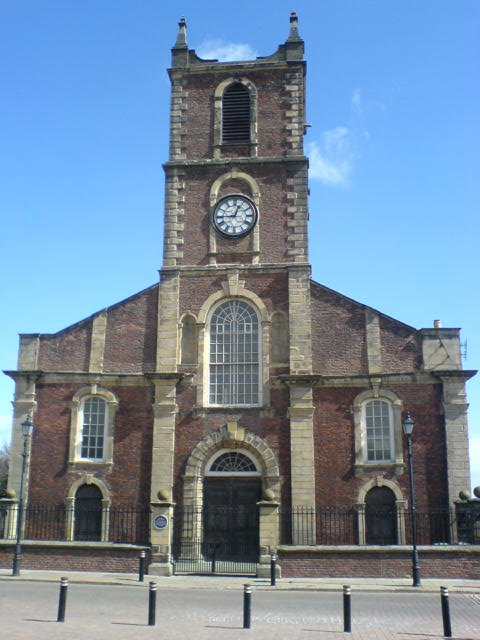
Церковь Святой Троицы